# 原真澄

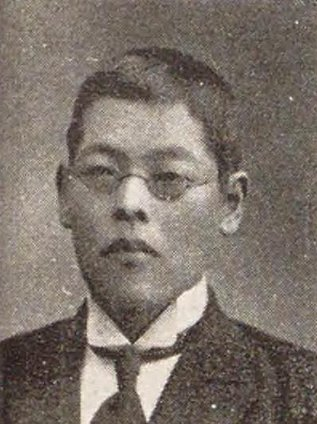
原真澄

原 真澄（はら ますみ、慶応元年3月18日（1865年4月13日） - 昭和2年（1927年）6月17日）は、日本の衆議院議員（立憲政友会）、ジャーナリスト。

## 経歴
美濃国可児郡中村（現在の岐阜県可児郡御嵩町）出身。『岐阜日日新聞』記者、『濃飛日報』主筆を経て、岐阜商工新報社社長や岐阜商業会議所書記長を務めた。
1912年（明治45年）、第11回衆議院議員総選挙に出馬し当選を果たした。